# Bányapatak-feje
A Csíkszentimrei Büdösfürdőtől 2 km-re található Bányapatak-feje.

## Leírás
A Bányapatak-fejében jelen levő erős posztvulkáni tevékenység következtében nagy mennyiségű széndioxid és borvíz tör a felszínre. A területet ingoványos, borvizes lápok borítják, 7,3 hektáron geológiai és botanikai védett terület.
Az itt feltörő források és a kénes kigőzölgések jótékony hatását már nagyon régóta ismerik a környéken élők. Kunits Ferenc az 1731-ben megjelent Dacia Siculia c. művében már ismerteti a bányapataki forrásokat. Az itt kialakult népszerű fürdőt egy 1770-ben készített katonai térkép is jelzi. A jótékony forrásokat és büdös gödröket főleg reumatikus problémák kezelésére használták. Az 1890-es évektől higanyérc bánya működött a területen, melynek káros hatása mai napig észlelhető. 
Büdösfürdő felfedezésével a népszerű Bányapataki-fürdőt elhanyagolták, lassan feledésbe merült. A hely ma nehezen megközelíthető, a telep teljesen eltűnt, csak romos büdösgödör és a helynevek (Feredőházak, Mátyás borvíz) őrzik.

## Külső hivatkozások
- Archiválva 2017. március 6-i dátummal a Wayback Machine-ben